# Carl Locher

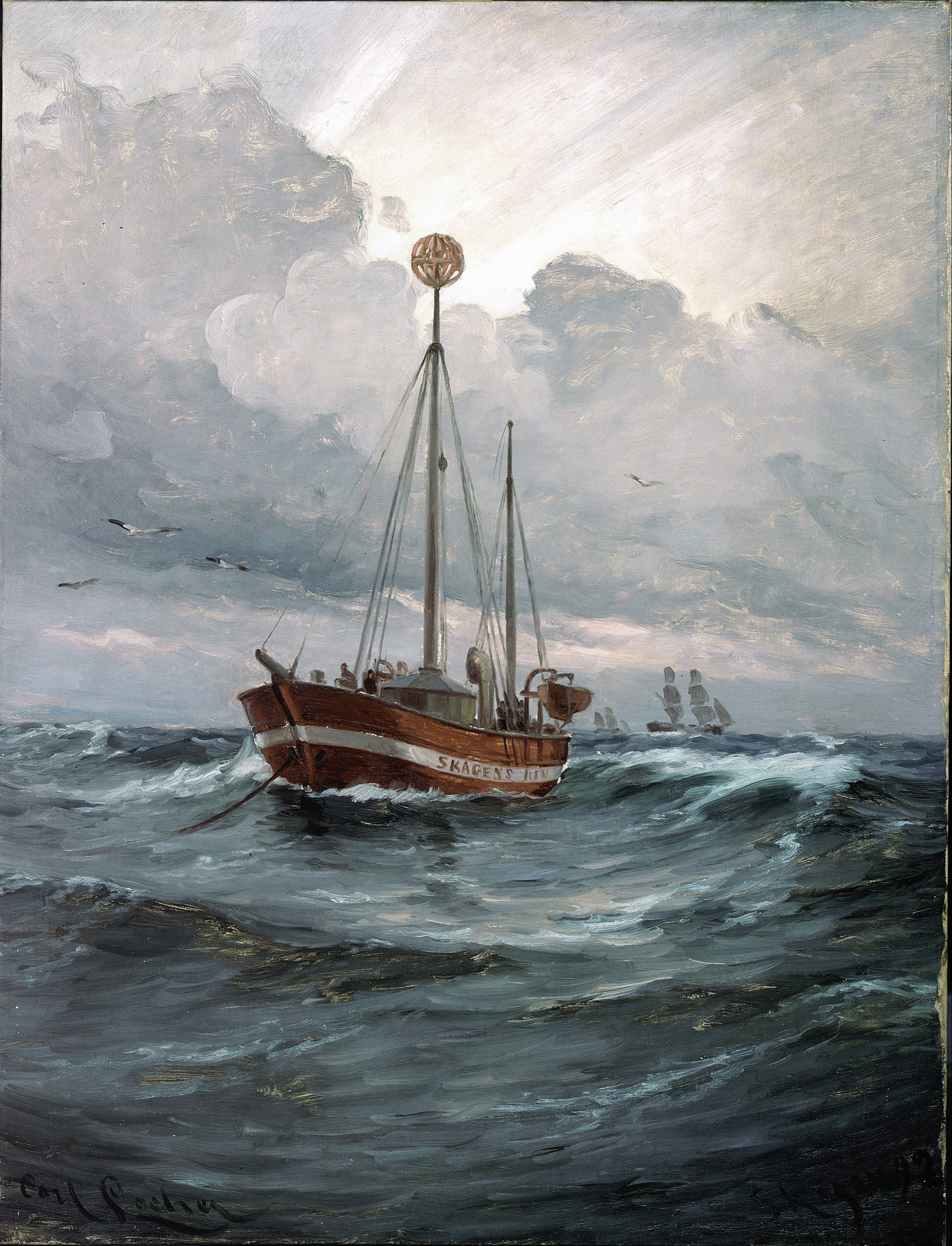
Fyrskepp på Skagens Rev, 1892

Carl Ludvig Thilson Locher, född den 21 november 1851 i Flensborg, död den 20 december 1915 på Skagen, var en dansk målare. Han var far till Jens Locher.
Locher utbildade sig delvis vid Köpenhamns konstakademi och var en av erkänt skicklig marinmålare. Bland hans arbeten kan nämnas Efter storm, fiskare gå ut till sjöss för att kasta vadar (1881), På atlanten (samma år, Göteborgs konstmuseum), Sommardag på Köpenhamns redd (1883), Fregatten Jylland på Atlantiska havet (samma år), Vinterdag vid Hornbæk (Köpenhamns konstmuseum), Slaget vid Helgoland (1905). Locher utförde även etsningar och var lärare i etsning.

## Utmärkelser
- Riddare av Dannebrogorden,  1892[6]
- Professors namn,  1899[4]
- Eckersbergmedaljen,  1903[7]
- Eckersbergmedaljen,  1904[7]

[Redigera Wikidata]